# Wassiliy Gawrilow

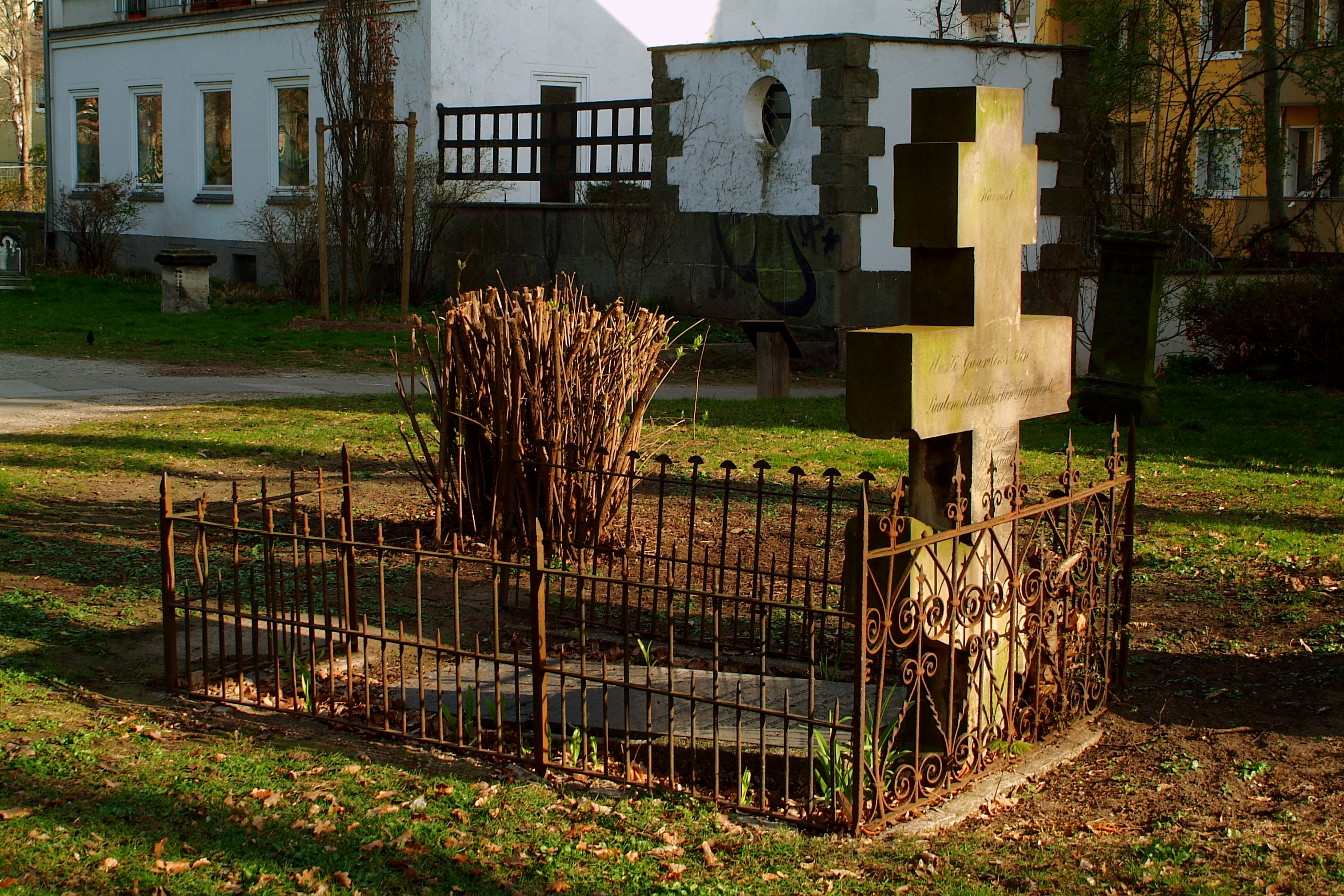
Freigestelltes Grabmal des Wassily, Sohn des Gawrilow, mit einer der wenigen erhaltenen Eiseneinfriedungen

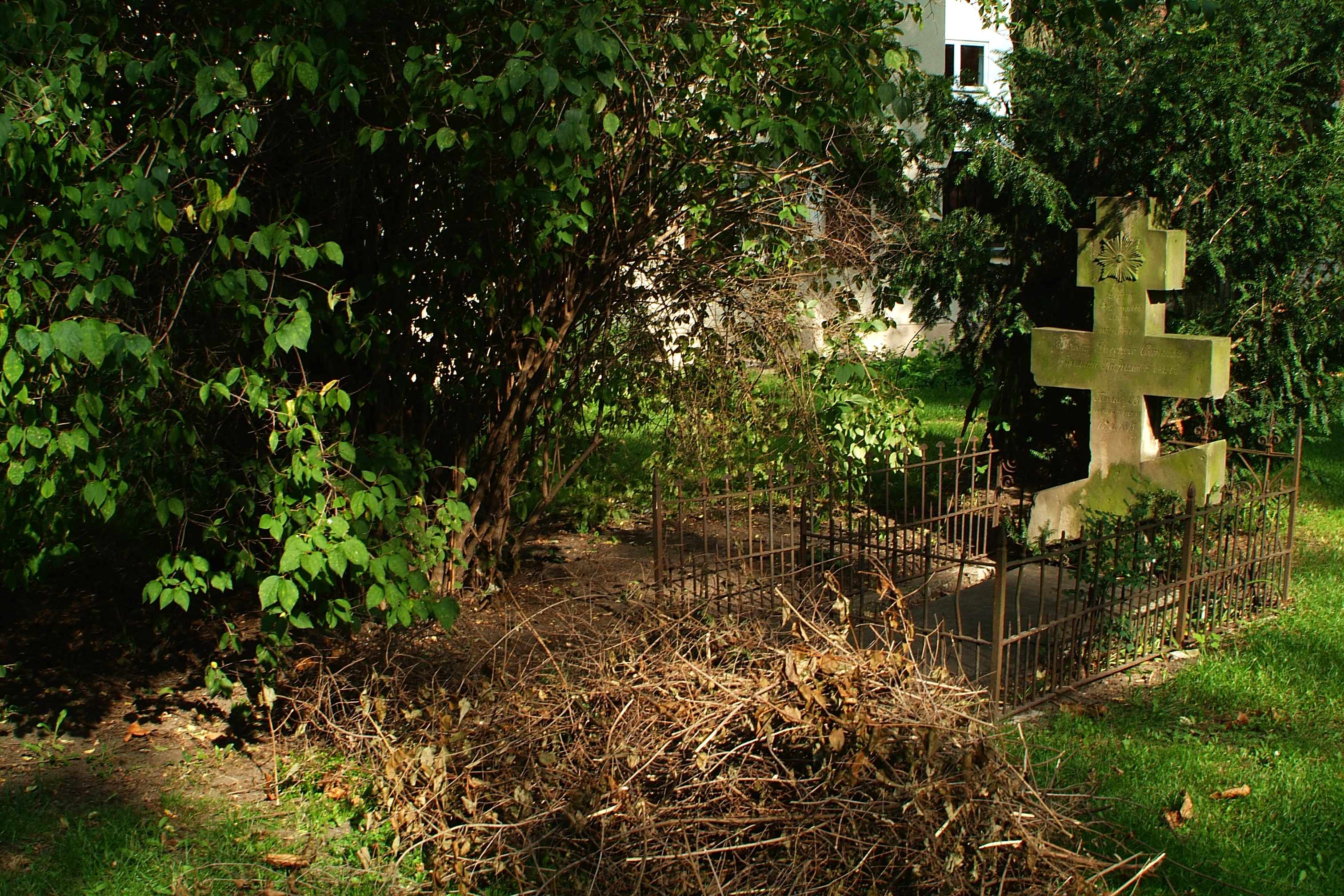
Orthodoxes Kreuz vor Rückschnitt der Verbuschung

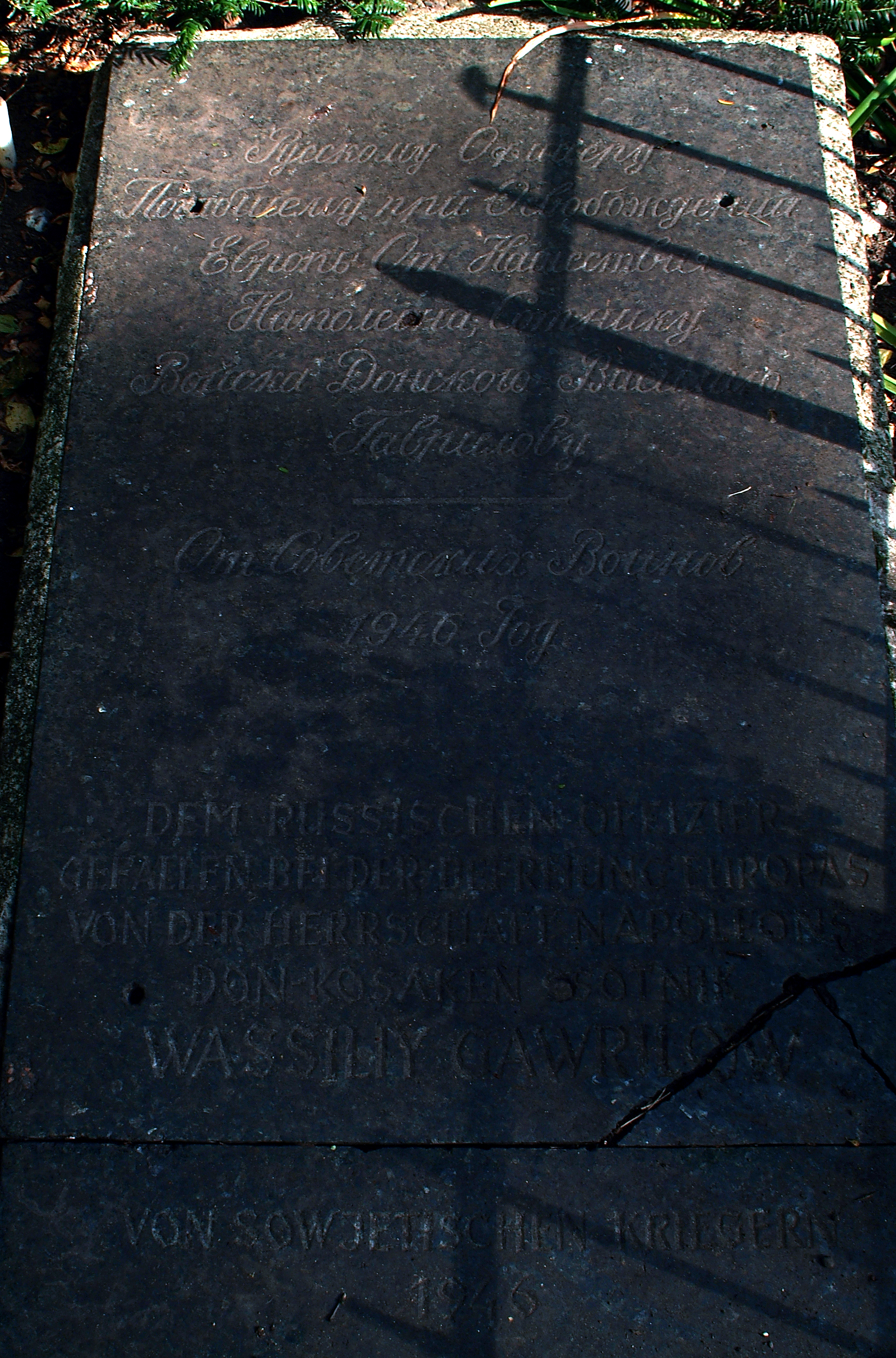
Die 1946 von sowjetischen Kriegern zugefügte Grabplatte mit neurussischer und deutscher Inschrift

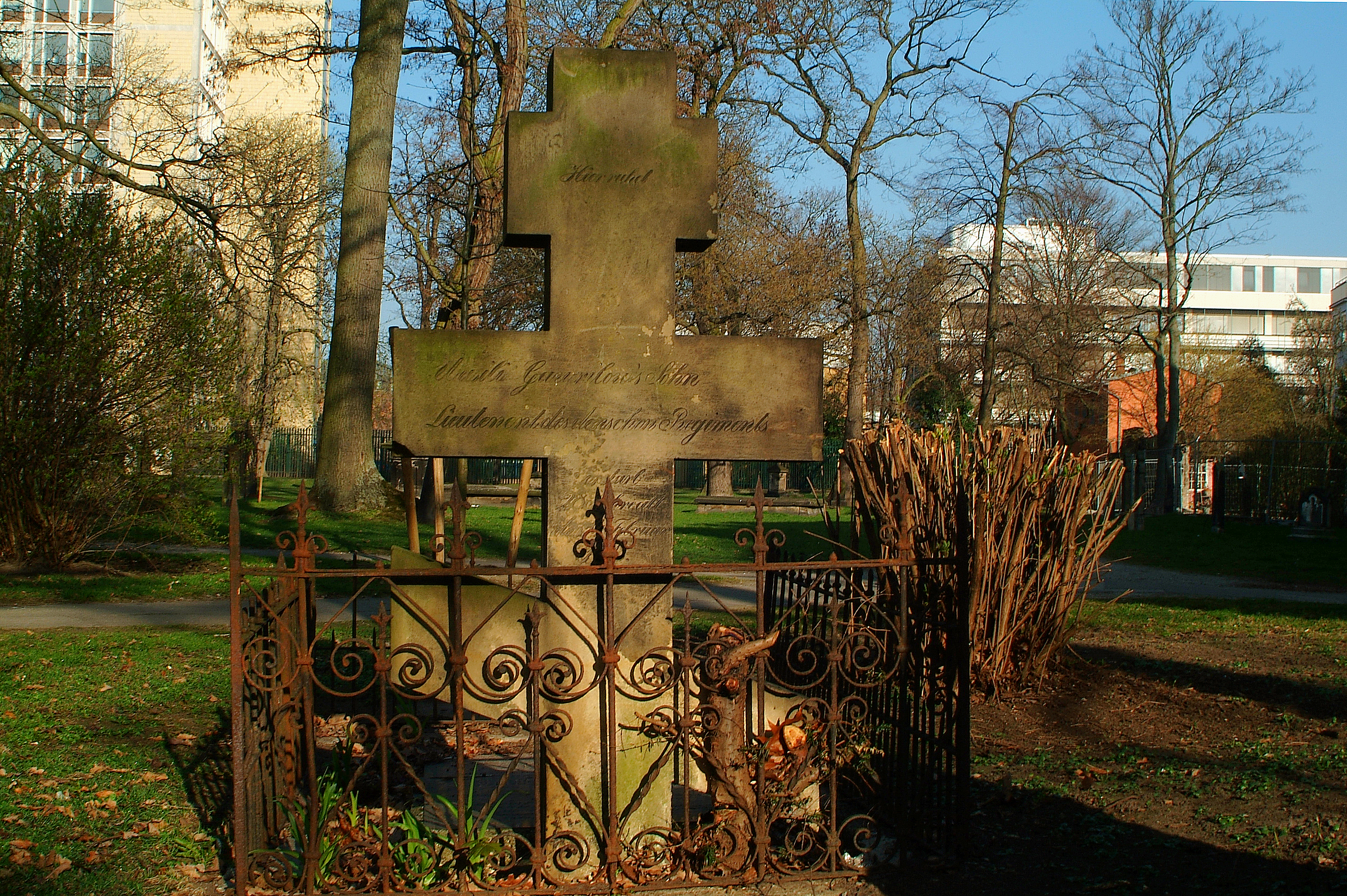
„Wasili Gawrilow’s Sohn Lieutenent des donschen Regiments“ …

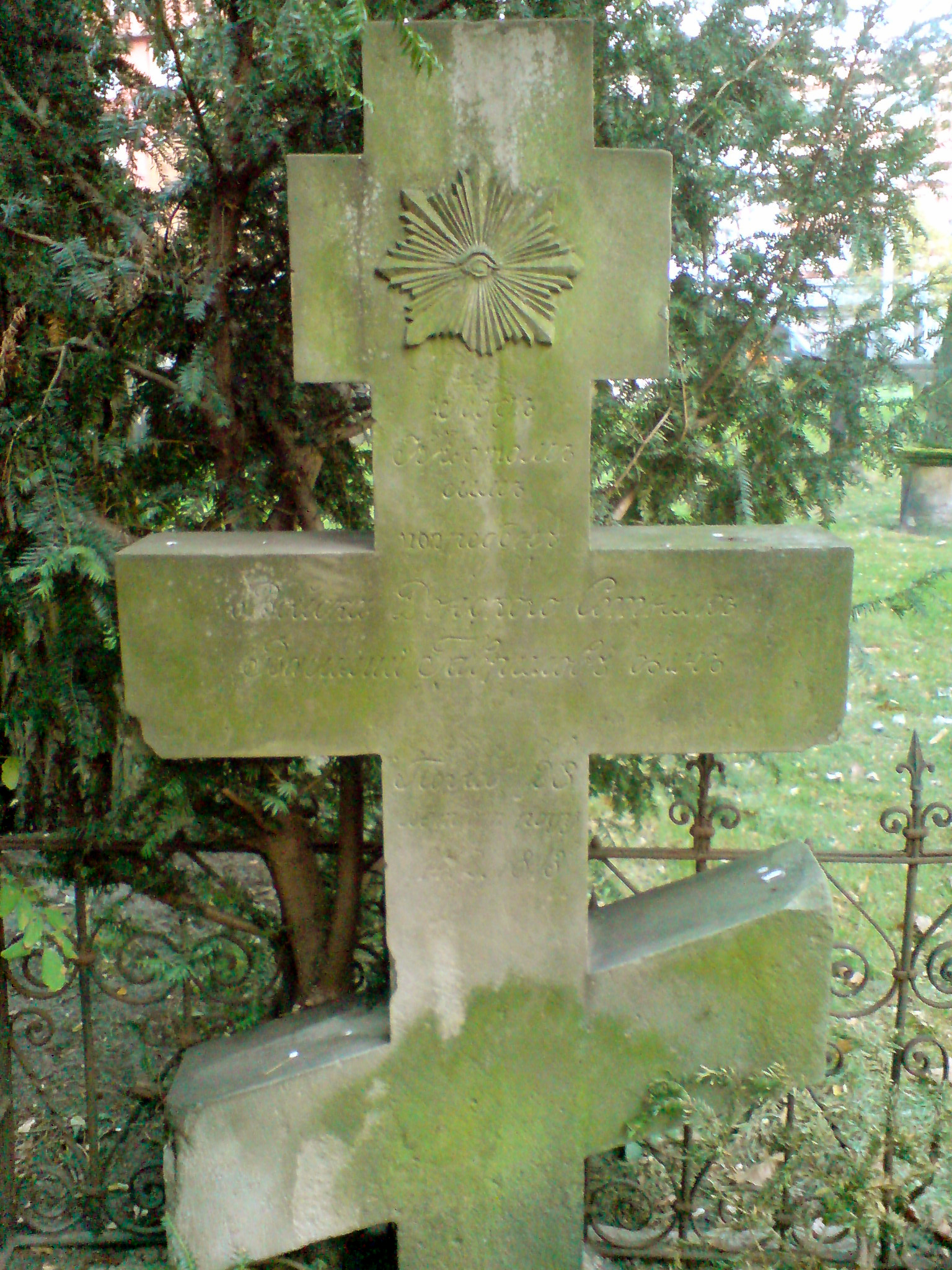
Russisch-orthodoxes Kreuz mit „altrussischer, zaristischer“ Schreibweise

Wassiliy Gawrilow, auch Wassily Gawrilow (* 1785; † 18. April 1813 in Vahrenwald vor Hannover), Sohn des Gawrilow, war ein russischer Kosake und Offizier. Sein Grab befindet sich auf dem Neustädter Friedhof in Hannover.

## Leben
Über das Leben des im Alter von 28 Jahren gefallenen Kosaken ist derzeit kaum mehr bekannt als die Inschriften auf der Vor- und Rückseite des russisch-orthodoxen Kreuzes und einer 1946 von sowjetischen Soldaten hinzugefügten Grabplatte. Leutnant Gawrilow führte im April 1813 eine Hundertschaft kosakischer Soldaten, die sich gegen die Besetzung Hannovers durch französische Truppen (1803–1813) stellten und im Raum Celle stationiert waren. Am Ostersonntag 1813 kam es in der Frühe in Vahrenwald zu einem Überraschungsangriff der russischen Kosaken auf die patrouillierenden französischen Kürassiere, die gerade im Eickeschen Landkrug eingekehrt waren. Bei Kämpfen gegen aus Hannover nachfolgende französische Truppen fiel Wassiliy Gawrilow.
Die deutschsprachige Inschrift auf der Rückseite des Kreuzes bezeichnet „Wasili Gawrilow’s Sohn“ als „Lieutenant des Donschen Regiments“.
Die deutsche Inschrift auf der Grabplatte lautet:

„Dem russischen Offizier

gefallen bei der Befreiung Europas

von der Herrschaft Napoleons

Don-Kosaken Sotnik

Wassiliy Gawrilow

von sowjetischen Kriegern

1946“

## Besonderheiten

### Namensänderung bei der Übersetzung
Die russische Inschrift auf dem orthodoxen Kreuz ist in altrussischer, genauer „zaristischer“ Schreibweise eingraviert. Sie benennt Wassiliy, Gawrilows Sohn. Die russische Schrift auf der Grabplatte entspricht derjenigen der neurussischen Schreibweise. Dabei kam es jedoch zu einer Neuschreibung des Namens: Nunmehr wurde ein Wassiliy Gawrilow genannt anstelle des vorherigen Wassiliy, Sohn des Gawrilow.

### Befreiung Europas
Das Grab dokumentiert in außergewöhnlicher Weise zwei große europäische Ereignisse;
- den Russlandfeldzug 1812 durch die Truppen Napoleons, sowie
- den Überfall auf die Sowjetunion durch die Truppen Adolf Hitlers